# Guajará Esporte Clube
Guajará Esporte Clube é um clube brasileiro de futebol da cidade de Guajará-Mirim, no estado de Rondônia. Suas cores são vermelho e branco.
Fundado no dia 31 de outubro de 1952, o Guajará só disputou o Campeonato Rondoniense pela primeira vez em 1998, terminando na terceira colocação. No ano seguinte a equipe foi eliminada na primeira fase, e em 2000 consegue o seu primeiro título profissional na sua história, derrotando na final o Genus. Na edição do estadual em 2001, o clube foi eliminado na primeira fase, ficando na última colocação no seu grupo. Depois de 14 anos sem disputar o estadual, o Guajará voltou à ativa em 2015.

## Títulos
| ESTADUAIS | ESTADUAIS              | ESTADUAIS | ESTADUAIS  |
|           | Competição             | Títulos   | Temporadas |
| --------- | ---------------------- | --------- | ---------- |
|           | Campeonato Rondoniense | 1         | 2000       |

## Estatísticas

### Participações
|  | Participações em 2020 |

| Competição | Competição             | Temporadas | Melhor campanha | Anos                                             | P | R |
| Rondônia   | Campeonato Rondoniense | 15         | Campeão (2000)  | 1962, 1983-1984, 1998-2001, 2003-2004, 2015-2020 |   | – |
| Brasil     | Copa do Brasil         | 1          | 1ª fase (2001)  | 2001                                             |   |   |

### Temporadas
Legenda:
| Campeão. Vice-campeão. Eliminado na semifinal. | Classificado à Copa Libertadores da América pela campanha no Campeonato Brasileiro. Classificado à Copa Libertadores da América pelo título da Copa do Brasil ou Copa Libertadores. Classificado à Copa Sul-Americana. | Rebaixado à divisão inferior. Campeão e promovido à divisão superior. Promovido à divisão superior. |